# Кременка
Кременка (рус. Кременка) река је која протиче јужним деловима Гатчињског рејона на југозападу Лењинградске области. Налази се на северозападу европског дела Руске Федерације. Десна је притока реке Оредежа у који се улива на његовом 66. километру, и део је басена реке Луге и Финског залива Балтичког мора.
Река Каменка свој ток започиње недалеко од села Чашча и настаје спајањем два мања потока, Пустињке и Чашчењке који извиру на подручју федералног споменика природе Мшинска мочвара. Укупна дужина водотока је 35 km, док је површина сливног подручја 452 km².
Целим током њено корито је доста уско, са бројним кривинама, а једино се при ушћу шири у знатно пространију долину чија ширина достиже и до једног километра. У доњем делу тока уз обале се налазе бројне мочварне ливаде.
У основи тече у смеру север-југ, а њена најважнија притока је поток Зверинка чија је дужина 16 km.